# ワンワンパッコロ!キャラともワールド
『ワンワンパッコロ！キャラともワールド』は、NHK BSプレミアムで2012年4月8日から2021年3月21日までに放送されていた子供向け・教養バラエティ番組。

## 概要
NHKのキャラクターが密かに利用する「ワンパコホテル」を舞台に、『いないいないばあっ!』のワンワンや、ホテルマンのほのぼのとその娘たち（めい/らら）、『パッコロリン』の3きょうだいが登場し、過去のNHKの教育番組の出演者やキャラクターたちと触れ合う。子供には分からないようなギャグやパロディネタが多いのが特徴。
元々は2012年2月26日にパイロット番組として放送され、4月8日からは毎週日曜日午前8時からのレギュラー放送を開始した。レギュラー放送開始から2016年度までは、本放送時間帯を3部構成とし、パート1は過去にNHKで放送された子供番組の楽曲映像を織り交ぜながらワンパコホテルの日常を描く「飛び出せ！人気ソング」パート、パート2は開始前年の2011年に先行してスタートしていた『みんなDEどーもくん!』を内包番組として放送、パート3はNHKの子供番組の出演者･キャラクターが登場する「夢の共演！人気キャラクター」パートとして、ゲスト出演者･キャラクターとのやり取りや、視聴者からのリクエストコーナーが繰り広げられる構成となっていた。再放送枠は2012年度前期のみ本放送同様3パートを連続して放送していたが、2012年度後期に時間帯変更したのを機に、各パートを曜日別に分割して放送する形式に変更された。2017年度からは、『みんなDEどーもくん!』を再度独立番組として本番組から分離し、従来のパート3の内容をベースにパート1の内容も合体した形式に変更され、放送時間を30分に縮小して放送していた。
2020年度は『みんなDEどーもくん!』と交互放送。その隔週放送化で次回予告15秒（本放送時のみ）を挿入しなくてはいけないため、29分45秒に短縮された。再放送枠は従来通り週1回放送で継続している為、2週続けて同1回が再放送される形式となっていた。
2015年4月5日より字幕放送を実施。ワンワンの声は黄色、ほのぼのの声は水色、めい（2018年度まで）/らら（2019年度以降）の声は緑色で表示された。 

## 放送時間の変遷
| 期間                | 放送時間（JST）                | 放送時間（JST）                                                                             |
| 期間                | 本放送                         | 再放送                                                                                      |
| ------------------- | ------------------------------ | ------------------------------------------------------------------------------------------- |
| 2012年度前期        | 日曜日 8:00 - 9:30（90分）     | 土曜日 13:30 - 15:00（90分）                                                                |
| 2012年度後期        | 日曜日 8:00 - 9:30（90分）     | 月曜日 18:00 - 18:25（25分） 火曜日 18:00 - 18:30（30分） 土曜日 17:30 - 18:00（30分）      |
| 2013年度 - 2014年度 | 日曜日 8:30 - 10:00（90分）    | 月曜日 18:00 - 18:25（25分） 火曜日・水曜日 18:00 - 18:30（30分）                           |
| 2015年度 - 2016年度 | 日曜日 8:30 - 10:00（90分）    | 月曜日 6:00 - 6:25、18:00 - 18:25（25分） 火曜日・水曜日 6:00 - 6:30、18:00 - 18:30（30分） |
| 2017年度 - 2019年度 | 日曜日 8:00 - 8:30（30分）     | 月曜日 11:15 - 11:45（30分）                                                                |
| 2020年度            | 隔週日曜日 8:00 - 8:30（30分） | 月曜日 11:15 - 11:45（30分）                                                                |

## 出演者

### 人間
いやし山ほのぼの
演 - 山崎樹範
「ワンパコホテル」のホテルマン。通称「ほのぼのさん」。
元は裕福な家庭の子供だったが家庭の事情で捨てられ、孤児になってしまった。その後、リンパッコ伯爵に拾われたのを切っ掛けにホテルの従業員として住み込みで置いて貰っている。結婚して長女のめいが生まれたが、数年後妻のれいがリンパッコと共に世界旅行に行ったまま5年近く連絡が取れなくなってしまう。その後一人でめいを育てつつホテルの従業員をしている。
虫が大の苦手。音痴だが、ギターで曲を作るのが得意。
いやし山めい
演 - 畑芽育（2012年2月26日、2012年4月8日 - 2019年3月31日）
ほのぼのとれいの娘。通称「めいちゃん」。
リンパッコと出て行った母親の代わりに、いやし山家の家事だけでなくホテルの仕事も手伝っている為、父親よりしっかりした所がある。
また、母親はリンパッコの世界旅行に同行している。しかしリンパッコは孫3人を旅行に連れていくことがあっても、めいは置いて行く。
2018年度最終放送（2019年3月31日放送分）で、母親からの誘いで世界旅行に同行する事となり、レギュラー出演者を卒業。
いやし山らら
演 - 柳井楽々（2019年4月7日 - 2021年3月21日）
めいの妹。通称「ららちゃん」。
元々は母親と共にリンパッコの世界旅行に同行していたが、めいが世界旅行に帯同するのと入れ替わる形でワンパコホテルにやってきた。その為、初登場回の時点では父親のほのぼのですら過去に会った回数が数えるほどしかなく、ワンワンはららが赤ちゃんだった頃に会っていたが、めいに妹がいた事すら覚えていなかった。
いやし山れい
演 - 吉井怜（2021年3月21日）
ほのぼのの妻で、めいとららの母。
最終回のみ登場。

### キャラクター
ワンワン
声・操演 - チョー
『いないいないばあっ!』のいつも元気な5歳の犬の男の子。ほのぼのにあこがれてワンパコホテルのホテルマンに。
パックン、リン、コロン
声 - 折笠愛、水沢史絵、かないみか
『パッコロリン』の3きょうだい。着ぐるみで登場する。ワンパコホテルの裏庭でよく遊んでいる。
玉五郎
声 - 銀河万丈
リンパッコ伯爵が見つけてきた、しゃべることができる水晶玉。毎回視聴者がリクエストした懐かしい歌や番組を見せてくれる。美人（めいも含む）に弱い。ほのぼのからは「玉五郎さん」、めい、ワンワンからは「玉ちゃん」と呼ばれている。
リンパッコ伯爵
パッコロリンの祖父でワンパコホテルのオーナー。
実から歌が飛び出す「歌のなる木」などの不思議なものを見つけてきてはホテルに送ってくる有名な冒険家。
スタジオに登場したことはなく、丸・三角・四角からなる顔のイラストが登場したのみ。
モグラファミリー
声 - 野沢雅子
2012年9月9日放送分より登場した、モグラの8匹兄妹。ギターモグラ、学者モグラ（ギターモグラの弟）、モグオ（末っ子）、工事モグラ、ママモグラ、モグロック、モグコ、海賊モグラがおり、ワンパコホテルの敷地内に暮らしている。なお、一部のモグラは回数によって表情が異なっている。
グラン、マール、タルパ
声 - 野沢雅子、折笠愛、古川登志夫
2015年7月5日放送分より登場した、モグラの3匹組。ワンパコホテルの地下の世界に住んでいる。
鍵番子
声 - 陰山真寿美
雪だるま
声 - かないみか

### これまでゲストとして登場した出演者・キャラクター
おかあさんといっしょ
- 馮智英（初代身体表現のおねえさん）
- しゅうさえこ（14代目うたのおねえさん）
- 林アキラ（6代目うたのおにいさん）
- 森みゆき（15代目うたのおねえさん）
- 古今亭志ん輔（志ん輔ショー）
- 坂田おさむ（7代目うたのおにいさん）
- 神崎ゆう子（16代目うたのおねえさん）
- 天野勝弘（9代目たいそうのおにいさん）
- 速水けんたろう（8代目うたのおにいさん）
- 茂森あゆみ（17代目うたのおねえさん）
- 佐藤弘道（10代目たいそうのおにいさん）
- 杉田あきひろ（9代目うたのおにいさん）
- つのだりょうこ（18代目うたのおねえさん）
- きよこ（3代目身体表現のおねえさん）
- ひなたおさむ（BSうたのおにいさん）
- 今井ゆうぞう（10代目うたのおにいさん）
- はいだしょうこ（19代目うたのおねえさん）
- 小林よしひさ（11代目たいそうのおにいさん）
- いとうまゆ（4代目身体表現のおねえさん）
- 横山だいすけ（11代目うたのおにいさん）
- 上原りさ（5代目身体表現のおねえさん）

ポコポッテイト
- ミーニャ（声 - 加藤英美里）
- メーコブ（声 - ひなたおさむ）

ぐ〜チョコランタン
- スプー（声 - 橘ひかり）
- アネム（声 - くまいもとこ）
- ズズ（声 - 千葉千恵巳）
- ジャコビ（声 - 山口勝平）
- ガタラット（声 - 千葉繁）

ドレミファ・どーなっつ!
- みど（声 - 佐久間レイ）
- ふぁど（声 - 小桜エツコ）
- れっしー（声 - 中尾隆聖）
- 空男（声 - 青木和代）

にこにこぷん
- じゃじゃまる（声 - 肝付兼太）[注釈 3]
- ぴっころ（声 - よこざわけい子）
- ぽろり（声 - 中尾隆聖）

志ん輔ショー
- ぶたくん
- へびくん

いないいないばあっ!
- ことちゃん（空閑琴美）
- ゆうなちゃん（杉山優奈）

ワンワンわんだーらんど
- ジャンジャン（声 - 足立夏海）
- ジャンコ（声 - ゆきじ）

えいごであそぼ
- ケボ（声 - （ジュリア・ヤマコフ）
- モッチ（声 - （リサ・シラト）

英語であそぼ
- クリス
- ダリオ

にほんごであそぼ
- 神田山陽

ストレッチマン・ハイパー
- ストレッチマン（宇仁菅真）
- まいどん（声 -（楠原かおり）

ストレッチマンV
- ストレッチマン レッド（ちゅうえい）
- ストレッチマン オレンジ（ISOPP）
- ストレッチマン パープル（森圭一郎）
- ストレッチマン グリーン（谷口洋行）
- ストレッチマン ピンク（春名風花）

ストレッチマン・ゴールド
- ストレッチマン・ゴールド（結城洋平）

シャキーン!
- あやめちゃん（小島あやめ）

クッキンアイドル アイ!マイ!まいん!
- まいん（福原遥）

みいつけた!
- サボさん（声 - 佐藤貴史）
- オフロスキー（小林顕作）

モリゾー・キッコロ 森へいこうよ!
- モリゾー（声 - 八奈見乗児）
- キッコロ（声 - 渡辺菜生子）

忍たま乱太郎
- 乱太郎（声 - 高山みなみ）
- きり丸（声 - 田中真弓）
- しんべヱ（声 - 一龍斎貞友）

ニャンちゅう!宇宙!放送チュー!
- ニャンちゅう（声 - 津久井教生）
- タラスズ（鎮西寿々歌）
- おねんどおねえさん ひとみ（岡田ひとみ）

ニャンちゅうワールド放送局
- くみちゃん
- ミルちゃん
- さんしろう

できるかな
- ノッポさん（高見のっぽ）
- ゴン太くん

おーい!はに丸
- はに丸（声 - 田中真弓）
- ひんべえ（声 - 安西正弘）

いちにのさんすう
- タップ（声 - 喜多道枝）

うたっておどろんぱ
- おどるくん（声 - 渡辺久美子）
- ひとみ（吉田仁美）

たんけんぼくのまち
- チョーさん[注釈 4]

ざわざわ森のがんこちゃん
- がんこちゃん（声 - あきやまるな／根本圭子）
- ケロちゃん（声 - 野沢雅子）

それいけノンタック
- ノンタック（声 - 菅谷政子）
- 魔法のめがね（声 - 三田ゆう子）

おしりかじり虫
- おしりかじり虫（声 - 金田朋子）

ともだちいっぱい
- モンタ（声 - 田中真弓）
- ソラミ（声 - 林原めぐみ）
- ヒョロリ（声 - 津久井教生）
- ゆうにいちゃん
- ヤンチャー（声 - 鈴木清信）
- ギャースカ（声 - 田中真弓）

つくってあそぼ・つくってワクワク
- ワクワクさん（久保田雅人）
- ゴロリ（声 - 中村秀利→酒巻光宏）[注釈 5]

プリンプリン物語
- プリンプリン（声 - 石川ひとみ）
- ボンボン（声 - 神谷明）
- ルチ将軍（声 - 神谷明）

ワンツー・どん
- どんくん（声 - 大和田りつこ）
- 中川ひろたか
- 稲村なおこ

たっくんのオモチャ箱
- たっくん（声 - 石津彩）
- サムライダーZ（声 - 岸野幸正）
- ジョジョ（声 - 田中真弓）

うたってオドロンパ
- じゅんじゅん（内田順子）
- オドロン（声 - 川野剛稔）[注釈 6]
- ホニャピ（声 - 坂本千夏）

ばくさんのかばん
- ばくさん（熊倉一雄）
- ビーバー（声 - 丸山裕子）

ピコピコポン
- パッキー（声 - 小林優子）
- ムンム（声 - 杉山佳寿子）
- ガルガリ博士（声 - 大塚周夫）

はなかっぱ
- はなかっぱ（声 - 中川里江）
- がりぞー（声 - 山口勝平）

ノージーのひらめき工房
- ノージー（声 - 古城望）
- クラフトおじさん（声 - 西脇保）

フックブックロー
- けっさくくん（谷本賢一郎）
- もくじ（声 - 中尾隆聖）
- しおりちゃん（声: 折笠富美子）

なんなんなあに
- やったくん（声 - 向殿あさみ）
- めるちゃん（声 - 深雪さなえ）

おまかせ!みらくるキャット団
- マミタス（声 - 杜野まこ）

ドレミノテレビ
- ともとも

ピタゴラスイッチ
- いつもここから（山田一成、菊地秀規）

からだであそぼ
- 近藤良平

おとうさんといっしょ
- なおちゃん（安藤奈保子）
- せいやくん（元木聖也）

マホマホだいぼうけん
- ウィッチー（田中真弓）

ビットワールド
- ピンキーマカロン（中田あすみ）

天才てれびくんワイド・天才てれびくんMAX
- OBてれび戦士
  - 岩井七世
  - 村田ちひろ

みんなDEどーもくん!
- 花原あんり
- タイムマシーン3号（山本浩司、関 太）
- どーもくん（声 - 玄田哲章）
- うさじい（声 - 茶風林）
- たーちゃん（声 - 豊口めぐみ→古城望）

ひょっこりひょうたん島
- ドン・ガバチョ（声 - 栗田貫一）
- 博士（声 - 中山千夏）

## 番組内のユニット

### アタリメ！どんぴょんズ
以下の5人によって結成されるガールズユニットである。ユニット名の由来は、メンバーの頭文字とぴっころの得意技から。
視聴者投票による総選挙で、めいちゃんがセンターに選ばれた。
メンバー
- アネム
- たーちゃん（リーダー）
- リン
- めいちゃん（センター）
- ぴっころ
- 畑芽育（2019年4月14日、2019年6月9日、2019年7月14日、2019年9月8日、2019年12月1日、2020年1月12日、2020年12月13日、2021年3月21日）

### 大人BOY
アタリメ！どんぴょんズのカップリング曲を歌うメンバーを選ぶ総選挙で、ワンワンとほのぼのさんが選ばれた。
カップリング曲のタイトルは「はなみず★ビート～終わらない二人旅～」（作詞 - ワンワンパッコロ！キャラともワールド、作曲 - 後藤次利）。
メンバー
- ワンワン
- ほのぼのさん

### ことめい
メンバー
- ことちゃん
- めいちゃん

### ワンパコ男の子チーム
アタリメ！どんぴょんズと対決するために以下の4人で結成された。
メンバー
- ワンワン
- パックン
- コロン
- ほのぼのさん

### しかくとまる
メンバー
- パックン
- コロン

### PRK
メンバー
- パックン
- ららちゃん
- コロン

### ワンパコほのららーズ
メンバー
- ワンワン
- パックン
- コロン
- ほのぼのさん
- ららちゃん

## 音楽

### 主題歌
- 「ワンワンパッコロ！キャラともワールド」（作曲 - 青空）

### 体操
- 「ワンパコホテル体操」（作曲 - 赤坂東児）
- 「オハヨッシャ！」（作詞 - もりちよこ／作曲 - シライシ紗トリ／歌 - 小林よしひさ・もも（チャラン・ポ・ランタン））

### オリジナル曲
- ワンパコ音頭
（歌 - ワンワン）
- アタリメ！どんぴょんズのテーマ～わたしだけを～
（作詞・作曲 - 坂田おさむ / 歌 - アタリメ！どんぴょんズ）
- はなみず★ビート～終わらない二人旅～
（作詞 - ワンワンパッコロ！キャラともワールド、作曲 - 後藤次利 / 歌 - 大人BOY）
- ゆめ・さんばい
（作詞 - 井出隆夫、作曲 - 小杉保夫 / 歌 - パッコロリン）
- 地球町☆ぴぴのぴのぴ
（作詞・作曲 - 坂田おさむ / 歌 - リン）
- そ！ダイジョブ
（作詞・作曲 - 坂田おさむ / 歌 - アタリメ！どんぴょんズ）
- そ！ダイジョブ～ワンパコほの五郎ズ Ver.～
（作詞・作曲 - 坂田おさむ / 歌 - ワンパコほの五郎ズ）
- ふたりがいいね！
（作詞 - 鈴木翼、作曲 - 池毅 / 歌 - しかくとまる）
- ワンパコ戦隊パッコロリンジャー
（作詞 - 杉山王郎、作曲 - 池毅 / 歌 - パッコロリン）
- なかよきことは
（作詞・作曲 - 坂田修一 / 歌 - ワンパコ・ファミリー）
- ウインク★ズッキューン
（作詞 - 川崎やすひこ、作曲 - 山田リイコ / 歌 - アタリメ！どんぴょんズ）
- 大盛りアゲアゲパーティーナイト
 （作詞 - ワンワンパッコロ！キャラともワールド／作曲 - 横山剣／歌 - 大人BOY）

## イベント
ワンワンパッコロ！キャラともワールドショー（NHK文化祭たいけん広場）
| 開催日         | 出演者                                                                                |
| -------------- | ------------------------------------------------------------------------------------- |
| 2014年11月1日  | ワンワン、パックン、リン、コロン、めいちゃん 坂田おさむ、アネム、たーちゃん、ぴっころ |
| 2015年10月31日 | ワンワン、パックン、リン、コロン、めいちゃん 坂田おさむ、けっさくくん                 |

ワンパコ&どーも DE おとうさんといっしょ
| 開催日         | 放送日         | 出演者 |
| -------------- | -------------- | --- |
| 2019年12月22日 | 2019年12月29日 | ワンワン、パックン、リン、コロン、ららちゃん どーもくん、ななみちゃん、たーちゃん、ジャングルポケット シュッシュ、ポッポ、ゆめ、たいせい ぴっころ、アネム、めいちゃん |
| 2020年11月3日  | 2020年12月27日 | ワンワン、ほのぼのさん どーもくん、ななみちゃん、斉藤慎二、大原ゆい子、大橋彩香 シュッシュ、ポッポ、ゆめ、たいせい                                                    |